# Лиян
Лия́н (кит. упр. 溧阳, пиньинь Lìyáng) — городской уезд городского округа Чанчжоу провинции Цзянсу (КНР).

## История
Уезд Лиян (溧阳县) был образован ещё в 221 году до н. э. во времена первого централизованного государства в истории Китая — империи Цинь. Затем он не раз объединялся с соседними уездами и возникал вновь. Окончательно это административно-территориальное образование утвердилось во времена империи Тан в 620 году.
В 1953 году уезд вошёл в состав Специального района Чжэньцзян (镇江专区). В 1958 году власти Специального района Чжэньцзян переехали из Чжэньцзяна в Чанчжоу, и он был переименован в Специальный район Чанчжоу (常州专区), но в 1959 году они вернулись обратно, и Специальный район Чанчжоу вновь стал Специальным районом Чжэньцзян. В 1970 году он был переименован в Округ Чжэньцзян (镇江地区).
В 1983 году Округ Чжэньцзян был преобразован в городской округ, а уезд Лиян перешёл под юрисдикцию Чанчжоу. В 1990 году уезд Лиян был преобразован в городской уезд. 

## Административное деление
Городской уезд делится на 10 посёлков.

## Экономика
Уезд известен своими пресноводными креветками. 